# Мішиана-Шорс (Індіана)
Мішиана-Шорс (англ. Michiana Shores) — місто (англ. town) в США, в окрузі Лапорт штату Індіана. Населення — 306 осіб (2020).

## Географія
Мішиана-Шорс розташована за координатами 41°45′23″ пн. ш. 86°49′5″ зх. д. / 41.75639° пн. ш. 86.81806° зх. д. (41.756341, -86.818111).  За даними Бюро перепису населення США в 2010 році місто мало площу 0,91 км², уся площа — суходіл.

## Демографія
Згідно з переписом 2010 року, у місті мешкало 313 осіб у 161 домогосподарстві у складі 93 родин. Густота населення становила 344 особи/км².  Було 340 помешкань (374/км²).
Расовий склад населення:
| - 97,4 % — білих - 0,3 % — корінних американців |

До двох чи більше рас належало 2,2 %. Частка іспаномовних становила 2,9 % від усіх жителів.
За віковим діапазоном населення розподілялося таким чином: 10,9 % — особи молодші 18 років, 61,6 % — особи у віці 18—64 років, 27,5 % — особи у віці 65 років та старші. Медіана віку мешканця становила 57,8 року. На 100 осіб жіночої статі у місті припадало 96,9 чоловіків;  на 100 жінок у віці від 18 років та старших — 103,6 чоловіків також старших 18 років.
Середній дохід на одне домашнє господарство  становив 105 942 долари США (медіана — 76 875), а середній дохід на одну сім'ю — 110 056 доларів (медіана — 94 375). Медіана доходів становила 71 964 долари для чоловіків та 50 833 долари для жінок. За межею бідності перебувало 9,0 % осіб, у тому числі 16,0 % дітей у віці до 18 років та 5,9 % осіб у віці 65 років та старших.
Цивільне працевлаштоване населення становило 135 осіб. Основні галузі зайнятості: виробництво — 23,0 %, освіта, охорона здоров'я та соціальна допомога — 20,0 %, науковці, спеціалісти, менеджери — 11,9 %, фінанси, страхування та нерухомість — 10,4 %.